# Donald Gallaher
Donald Gallaher (25 de junio de 1895 – 14 de agosto de 1961) fue un actor y director cinematográfico de nacionalidad estadounidense, activo principalmente en la época del cine mudo. A lo largo de su carrera entre 1903 y 1949 actuó en 25 películas, dirigiendo otras cinco, entre ellas Temple Tower (1930).

## Biografía
Nacido en Quincy, Illinois, tras mudarse a Nueva York con su madre cuando era niño, empezó a actuar en producciones como A Royal Family.
Gallaher actuó en el film mudo Asalto y robo de un tren (1903), y tuvo un pequeño papel en el serial de 23 capítulos The Million Dollar Mystery (1914). Junto a Louis Wolheim y Una Merkel trabajó en Love's Old Sweet Song (1923), cinta filmada con el sistema sonoro de Lee De Forest Phonofilm.
Más adelante produjos obras teatrales en el circuito de Broadway, además de dirigir varios filmes.  En 1949, bajo el nombre de Don Gallagher, fue narrador de ABC Television Players, una serie televisiva de antología.
Donald Gallaher falleció en Los Ángeles, California (Estados Unidos), en 1961.

## Selección de su filmografía
- Asalto y robo de un tren (1903)
- Eye for Eye (1918)
- Love's Old Sweet Song (1923)
- Married in Hollywood (1929)
- Temple Tower (1930) (director)
- Six-Gun Trail (1938)
- Outlaws' Paradise (1939)
- The Magnificent Fraud (1939)